# Scott Westerfeld
Œuvres principales
- V-virus
- Série Uglies
- Série Midnighters
- Série Léviathan

Scott Westerfeld, né le 5 mai 1963 à Dallas au Texas, est un écrivain de science-fiction américain. Il est particulièrement connu pour ses séries de littérature jeune adulte, Uglies et Leviathan. 

## Vie privée
En 2001, il a épousé l'écrivaine de science-fiction australienne Justine Larbalestier, qu'il a rencontrée à New York en 2000.

## Œuvres

### SérieSuccession
La série Succession appartient au space opera. Dans l'Empire ressuscité composé de 80 mondes, les Rix contestent le pouvoir de l'empereur en tentant de faire émerger des I.A. toutes-puissantes sur chaque planète.
1. Les Légions immortelles, Pocket, 2006 ((en) The Risen Empire, 2003)
2. Le Secret de l'Empire, Pocket, 2007 ((en) The Killing of Worlds, 2003)

### SérieMidnighters
Midnighters est une trilogie de romans jeunesse de fantasy mêlée de fantastique et inspirée des mythes des vampires. 
1. L'Heure secrète, Pocket Jeunesse, 2009 ((en) The Secret Hour, 2004)
2. L'Étreinte des ténèbres, Pocket Jeunesse, 2009 ((en) Touching Darkness, 2005)
3. Le Long Jour bleu, Pocket Jeunesse, 2009 ((en) Blue Noon, 2006)

### SériePeeps
1. V-virus, Milan, 2007 ((en) Peeps, 2005)
2. A-apocalypse : Bande-son pour fin du monde, Milan, 2008 ((en) The Last Days, 2006)

### UniversUglies
Uglies décrit un monde dystopique et s'adresse à un public jeune adulte. Dans un futur relativement lointain, les adolescents subissent une opération de chirurgie esthétique pour se conformer aux canons en vigueur. 

#### SérieUglies
1. Uglies, Pocket Jeunesse, 2007 ((en) Uglies, Simon Pulse, 2005)
2. Pretties, Pocket Jeunesse, 2007 ((en) Pretties, Simon Pulse, 2005)
3. Specials, Pocket Jeunesse, 2008 ((en) Specials, 2008)
4. Extras, Pocket Jeunesse, 2008 ((en) Extras, 2008)
5. Secrets, Pocket Jeunesse, 2008 ((en) Secrets, 2008)

#### SérieImpostors
Impostors se déroule dix ans après la trilogie originelle d'Uglies.
1. Impostors, Pocket Jeunesse, 2019 ((en) Impostors, 2018)
2. (en) Shatter City, 2019
3. (en) Mirror's Edge, 2021
4. (en) Youngbloods, 2022

### SérieLéviathan
Léviathan est une série uchronique et de science fantasy destinée à un public jeune adulte. En 1914, l'Europe est divisée entre les pays Clankers à l'est, s'appuyant sur la puissance mécanique et les nations Darwinistes, à l'ouest, exploitant des organismes vivants modifiés.
1. Léviathan, Pocket Jeunesse, 2010 ((en) Leviathan, 2009)Prix Locus du meilleur roman pour jeunes adultes 2010
2. Béhémoth, Pocket Jeunesse, 2011 ((en) Behemoth, 2010)
3. Goliath, Pocket Jeunesse, 2012 ((en) Goliath, 2011)

### SérieZeroes
Zeroes est une trilogie coécrite avec deux autrices australiennes, Margo Lanagan et Deborah Biancotti (en), à nouveau destinée au public jeunes adultes. Elle relate l'histoire de six adolescents qui découvrent leurs superpouvoirs. Début 2022, la série n'est pas encore traduite en français.
1. (en) Zeroes, 2015
2. (en) Swarm, 2016
3. (en) Nexus, 2017

### SérieHorizon
Chaque volume de cette série est écrit par un écrivain différent. Les auteurs des autres volumes sont : Jennifer A. Nielsen (en) (tome 2), Jude Watson (tome 3), Matthew Tobin Anderson (en) (tome 4) et Aditi Khorana (en) (tome 5).
1. Crash, Albin Michel Jeunesse, 2017 ((en) Horizon, 2016)

### Romans indépendants
- (en) Polymorph, 1997
- (en) Fine Prey, 1998
- L'I.A. et son double, Flammarion, 2002 ((en) Evolution's Darling, 1999)
- Code cool, Panama, 2006 ((en) So Yesterday, 2004)
- Afterworlds, Pocket Jeunesse, 2015 ((en) Afterworlds, 2014)

### Nouvelles
- Un monde (presque) parfait, 2008 ((en) Stupid Perfect World, 2008)Publiée dans l'anthologie Amour d'enfer publiée par les éditions Hachette Jeunesse dans la collection Black Moon
- Inoculata, 2011 ((en) Inoculata, 2010)Publiée dans l'anthologie Zombies contre Licornes publiée par les éditions Fleuve noir dans la collection Territoires

### Bandes dessinées

#### SérieSpill Zone
Spill Zone est la première bande dessinée scénarisée par Scott Westerfeld. Pour cette courte série en deux tomes il est accompagné par le dessinateur et animateur français Alex Puvilland, et Hilary Sycamore aux couleurs.
Les deux tomes sont traduits par Fanny Soubiran et publiés par Rue de Sèvres en 2018 et 2019.
Addison est une jeune artiste photographe. Trois ans avant le récit, sa ville natale, perdue au fond de l'état de New-York a été détruite par une étrange catastrophe. Toute la zone entourant la ville est condamnée et des créatures surnaturelles la peuplent.
1. Spill Zone, 2017
2. Le Vœu brisé, 2018

## Prix
- Grand prix de l'Imaginaire 2008 pour Uglies
- Prix ado-lisant 2009 pour Uglies
- Prix Aurealis 2009 pour Léviathan
- Prix Locus du meilleur roman pour jeunes adultes 2010 pour Léviathan